# Huaca

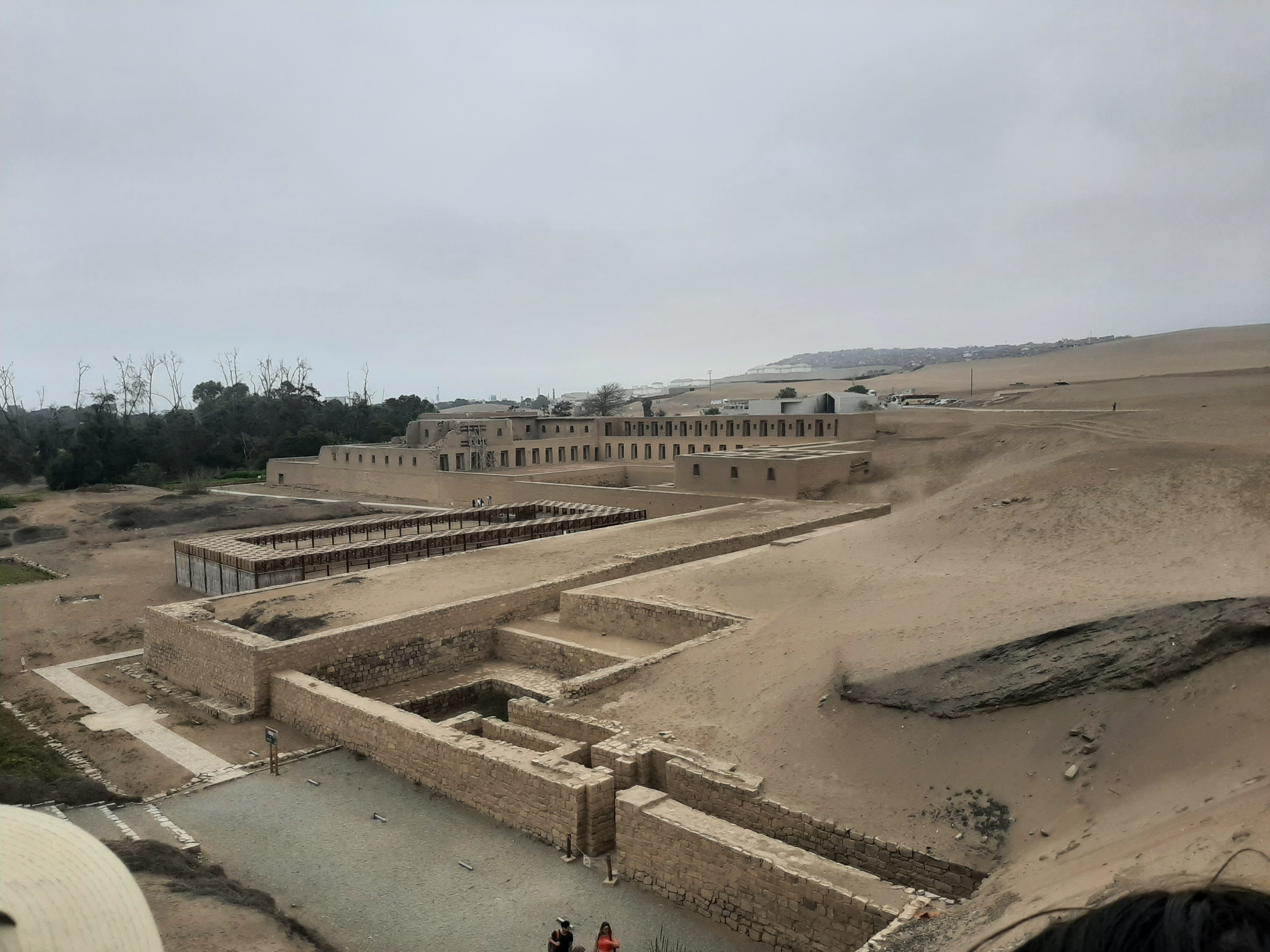
Huaca Pachacamac

Huaca, na cultura andina do Peru, pode ser tanto uma divindade como o lugar onde uma divindade é cultuada.
No idioma quechua, a waqa significa algo como "sagrado".
Ancestrais mumificados, seu lugares de origem, uma formação natural da paisagem, um oráculo, um lugar de culto, seja ele local ou  regional, podem ser considerados huacas. 

## Divindades
As Huacas possuem personalidade própria e formam parte dos panteões locais das culturas incaicas e pré-incaicas peruanas, junto às demais divindades andinas "maiores" (como, por exemplo, Viracocha, Pacha Kamaq ou Pariacaca).
A estreita relação entre o homem andino e as Huacas pode ser atestada pela grande quantidade de huacas espalhadas em todo o território peruano, as mesmas que, em alguns casos, ainda são na atualidade objeto de veneração.

## Local de veneração
Como centro religioso as huacas são também famosas por serem o local em que se depositavam oferendas. Por esta razão foram vítimas de saques durante os primeiros anos da invasão espanhola no Peru (século XVI), tanto por sua fama de conter tesouros, como ser o centro da religiosidade local nas províncias que conformavam o Tawatin Suyu.

## Huacas mais importantes
Relação das huacas mais conhecidas:
- Huaca del Dragón (La Libertad)
- Huaca Pucllana (Lima)
- Huaca Malena (Lima)
- Huaca de la Luna (La Libertad)
- Huaca Prieta
- Huaca Rajada